# Onega bracteata
Onega bracteata är en insektsart som beskrevs av Young 1977. Onega bracteata ingår i släktet Onega och familjen dvärgstritar. Inga underarter finns listade i Catalogue of Life.